# Сеславин, Александр Никитич
Александр Никитич Сеславин (август 1780 — 25 апреля [7 мая] 1857) — русский военачальник, генерал-майор. Знаменит своими боевыми заслугами и партизанскими действиями в период Отечественной войны 1812 года и Заграничного похода русской армии 1813—1814 годов, один из руководителей партизанского движения. Талантливый военный стратег и разведчик, автор предложений по совершенствованию ведения боевых действий и плана русской военной экспедиции по освобождению Индии от британского колониального гнёта. Происходит из древнего русского аристократического рода Сеславиных.

## Биография
Александр Никитич Сеславин родился, вероятно, в августе 1780 года в селе Крестцы Крестецкого уезда Новгородской губернии, где до 1781 года его отец в чине подпоручика служил в должности Управителя Крестецкой Ямской слободы Ямской канцелярии на тракте Санкт-Петербург-Москва. Родовое имение Сеславиных находилось в сельце Есёмове (церковный приход Никольский, что на реке Сишке) и располагалось в 18 км от Ржева на берегу реки Сишки. Отец — Никита Степанович Сеславин (1754—1816), Надворный советник (с 31 декабря 1807 года), городничий города Ржев Тверской губернии (с 1802 по 1816 годы), мать — Агафья Петровна (1756—1798). У него было четыре брата — Пётр (1776—1812), Николай (1777—1856), Фёдор (1788 −1858), Сергей (1792 г.р.) и шесть сестёр — Елена (1778 г.р.), Мария (1779 г.р.), Екатерина (1781 г.р.), Евгения (1790 г.р.), Ольга (1791 г.р.) и Валентина. Воспитывался во Артиллерийском и инженерном шляхетском кадетском корпусе, по окончании которого 18 февраля [1 марта] 1798 года поступил на службу в Лейб-гвардии артиллерийский батальон, затем служил в Лейб-гвардии Конной артиллерии. С отличием участвовал в войнах третьей и четвёртой коалиции, а также (с 1810 года) в Русско-турецкой войне.
К началу Отечественной войны 1812 года был адъютантом военного министра и командующего 1-й Западной армией генерала М. Б. Барклая-де-Толли. Александр Никитич Сеславин выказал особенную храбрость в битве при Бородино, а с началом масштабных партизанских действий получил в командование 30 сентября [12 октября] отдельный конный партизанский отряд и полную самостоятельность в своих боевых действиях. Позднее командовал Сумским гусарским полком, которому к юбилею 100-летия Отечественной войны императорским указом было присвоено имя генерала, и с августа 1912 года полк стал называться: «1-й гусарский Сумской генерала Сеславина полк». Это название полк носил до конца своего существования в 1918 году.
Сеславин первым и своевременно обнаружил выступление Наполеона из Москвы и его движение по Калужской дороге. Благодаря этому российские войска успели преградить путь неприятелю у Малоярославца, и заставили французские войска продолжать отступление по Смоленской дороге, ранее разорённой французской армией при наступлении. Это обстоятельство имело важнейшее стратегическое значение для исхода всей войны. В дальнейшем Сеславин со своим отрядом, следуя за отступающими французскими войсками, непрерывно наносил неприятелю значительный урон успешными боевыми операциями и эффективными партизанскими действиями, регулярно обеспечивал штаб главнокомандующего Русской армией М. И. Кутузова ценными разведывательными данными.
В ночь с 15 на 16 ноября [28 ноября] 1812 года Сеславин со своим отрядом освободил город Борисов, захватил в плен неприятеля в количестве 3 тысяч человек и установил сообщение с армией П. В. Чичагова. Этот подвиг А. Н. Сеславина был ошибочно приписан сначала Д. В. Давыдову, а впоследствии М. И. Платову.
В 1813 году, состоя в армии Витгенштейна, командовал передовыми отрядами. За отличие в Лейпцигском сражении произведён в генерал-майоры.
В 1814 году поддерживал сообщение главной армии с армией Блюхера и блокировал подвоз продовольствия в Париж.
После окончания Заграничного похода русской армии 1813—1814 годов Сеславин долго лечился в Европе от последствий многочисленных боевых ранений. По возвращении был холодно принят в Петербурге, и, оскорблённый, 4 августа [16 августа] 1820 года подал прошение об отставке, которое 17 августа [29 августа] было удовлетворёно с присвоением чина генерал-лейтенанта и полным пенсионом. Осенью того же года снова выехал за границу для продолжения лечения.
В мае 1822 года прославленный генерал вернулся в столицу, рассчитывая вновь поступить на службу и принести пользу Отечеству, но столкнулся с тем же пренебрежением. Предложение Александра I вернуться на службу и «состоять при кавалерии» Сеславина не устроило, и осенью 1823 года он порвал связь с двором и оставил Петербург. В виду не улаженного семейного вопроса о наследстве родовое имение Сеславиных с сельцом Есёмово в Тверской губернии было отдано в аренду, управлялось арендатором крайне плохо, доход от аренды не приносило. Из-за этого Александр Никитич несколько лет жил под Вышним Волочком в имении старшего брата Николая Никитича, бывшего местного городничего, посвятив себя заботам об его многочисленном семействе.
В 1827 году, уже при Николае I, Александр Никитич подал прошение об определении двух старших племянниц в Екатерининский институт благородных девиц, которое было удовлетворёно императором. Воодушевлённый, подал второе — об определении двух старших племянников в Пажеский корпус, которое также было удовлетворёно. В том же году, 7 ноября [19 ноября], «удовлетворив прочих наследников деньгами», он сумел, наконец, вступить во владение родовым имением (став единственным владельцем), и поселился в нём, переименовав в Сеславино.
На склоне лет, разбитый боевыми ранами, неоценённый по заслугам, невостребованный и позабытый прославленный генерал был вынужден удалиться от службы и светской жизни в родовое имение. С этого момента он жил уединённо, редко выезжая куда-либо.
Найдя хозяйство в упадке, Александр Никитич решил его перестроить и модернизировать по передовым европейским образцам. Для облегчения крестьянского труда и повышения его производительности выписывал из-за границы современные сельскохозяйственные машины. Устоявшийся патриархальный крестьянский уклад вступил в противоречие с армейскими порядком, дисциплиной и трудолюбием, что повлекло за собой длительный (более 18 лет) острый конфликт Сеславина с крепостными, стремившимися саботировать все начинания нового хозяина и сводившими на нет эффективность ведения хозяйства.
Остаток дней прославленный генерал прожил тихой жизнью провинциального помещика. Имел детей от брака с дочерью крепостного. Скончался 25 апреля [7 мая] 1857 года от апоплексического удара. Был погребен в погосте Никольской церкви, что на реке Сишке (ныне — это территория деревни Кокошкино Ржевского района Тверской области).
В 1873 году племянники (дети старшего брата Николая Никитича) установили на могиле прославленного генерала памятный монумент, сохранившийся до наших дней в качестве кенотафа. В ходе боевых действий в период Великой Отечественной войны приходская церковь вместе с кладбищем и все захоронения были полностью разрушены. В 1954 году, на этом месте возле братской могилы был устроен мемориал погибшим в Великой Отечественной войне.

## Послужной список
В службе

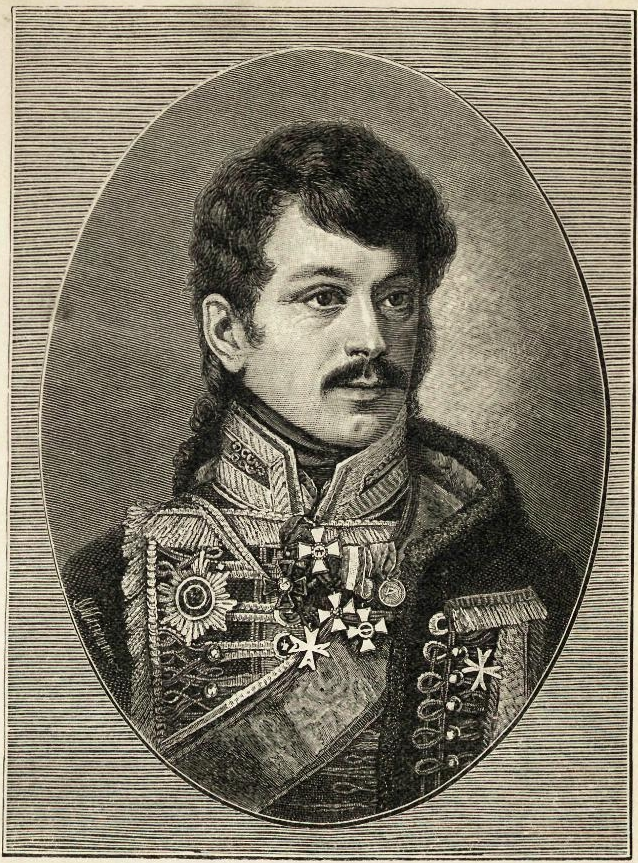
Графический портрет генерал-майора А. Н. Сеславина работы Луи Сен-Обена, 1813 г.

- 18 февраля 1798 — выпущен из Артиллерийского и Инженерного шляхетского кадетского корпуса в чине подпоручика Лейб-гвардии артиллерийского батальона;
- 9 января 1800 — поручик Лейб-гвардии артиллерийского батальона;
- 9 января 1805 — по прошению уволен от службы;
- 7 августа 1805 — определен в Лейб-гвардии Конную артиллерию;
- 26 декабря 1807 — по прошению уволен от службы;
- 26 марта 1810 — определён в Лейб-гвардии Конную артиллерию;
- 3 августа 1810 — штабс-капитан за отличие против турок;
- 10 мая 1811 — капитан за отличие при штурме Рущука;
- 12 декабря 1811 — адъютант военного министра Барклая-де-Толли;
- 5 декабря 1812 — полковник с назначением командиром Сумского гусарского полка, флигель-адъютант при императоре Александре I;
- 15 сентября 1813 — генерал-майор;
- 17 августа 1820 — Высочайшим приказом, уволен от службы «за ранами» на почётных условиях — с мундиром и полным пенсионом.

В походах и сражениях
- 15 сентября 1805 — 21 апреля 1806 — в составе десантного корпуса плавал на кораблях до Шведской Померании, откуда сухим путём, через Мекленбург и Ганновер, возвратился в Россию;
- 27 марта — 13 июня 1807 — в Пруссии, ранен в сражении с французами при Гейльсберге;
- 26 марта 1810 — отправляется волонтёром в Дунайскую армию;
- 23 мая 1810 — участвовал в отражении вылазки турецкого гарнизона Силистрии на авангард, под командою генерал-лейтенанта Уварова;
- 1 июня 1810 — под командой генерал-майора Сабанеева участвовал в поражении турецкого корпуса и взятии Разграда;
- 11—12 июня 1810 — при Шумле;
- 16 июня 1810 — участвовал в поражении турецкого корпуса фуражиров при Шумле;
- 25 июня 1810 — участвовал в отражении вылазки турецкого гарнизона Шумлы на корпус генерал-лейтенанта Уварова, находился с кавалерией при атаке на шанцы;
- 12 июля 1810 — под командой генерал-майора Бахметева участвовал в поражении турецкого корпуса при селе Чаушкиой;
- 13—22 июля 1810 — при осаде Рущука;
- 22 июля 1810 — при штурме Рущука вёл колонну и был ранен на крепостном валу;
- 13—15 июля 1812 — в арьергарде под Островно, Понизовым, Лешней;

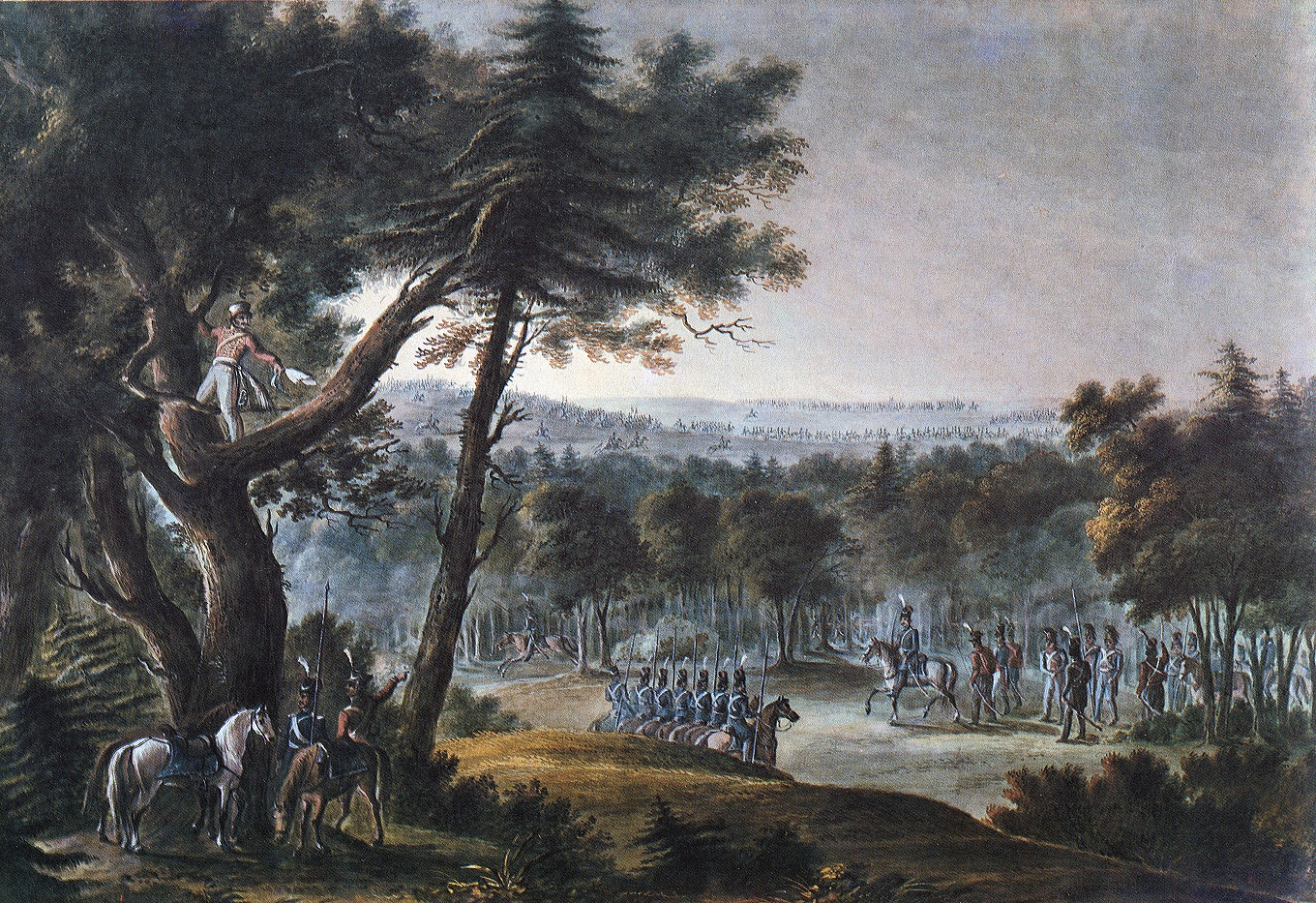
Важное открытие партизана Сеславина (неизв. худ., 1820)

- 4—6 августа 1812 — участвовал в Смоленском сражении;
- 7, 19—20, 23 августа 1812 — в арьергарде под Гедеоновкой, Царёво-Займищем, Гжатском, Твердиками;
- 24 августа 1812 — участвовал в отражении атаки на армию князя Багратиона при Колоцком монастыре;
- 26 августа 1812 — участвовал в Бородинском сражении;
- 4, 6, 11, 21 октября 1812 — с партизанским отрядом под Быкасовым, Фоминским, Новиковым, Фёдоровским;
- 22 октября 1812 — под Вязьмой;
- 27 октября 1812 — под Ляховом;
- 1, 3—4 ноября 1812 — под Волковым, Боевым, Крапивном;
- 16, 22, 26 ноября 1812 — под Борисовым, сражение у переправы через Березину, под Ошмянами, Вильно;
- 14—15 августа 1813 — участвовал в Дрезденском сражении;
- 16—17, 25, 27 августа 1813 — в арьергарде при Фалькенштейне, Цинвальде, Готлейбе, Донау;
- 24, 28 сентября 1813 — под Цемой, Лаусигом;
- 2 октября 1813 — под Либертвольквицем;
- 4—7 октября 1813 — участвовал в Лейпцигском сражении;
- 17 января 1814 — участвовал в сражении при Бриенне;
- 20 января 1814 — участвовал в сражении при Ла-Ротьере;
- 23 января 1814 — при Вальми;
- 30 января 1814 — при занятии Монтаржи;
- 4, 6—7, 11, 15—16 февраля 1814 — при Петивье, Орлеане, Шатонне, Бар-сюр-Сене, Лаферте-сюр-Обе;
- 8—9 марта 1814 — участвовал в сражении при Арси-сюр-Обе;
- 13 марта 1814 — участвовал в сражении при Фер-Шампенуазе;
- 14—16 марта 1814 — при Вильноксе, Провене.

## Награды
отечественные

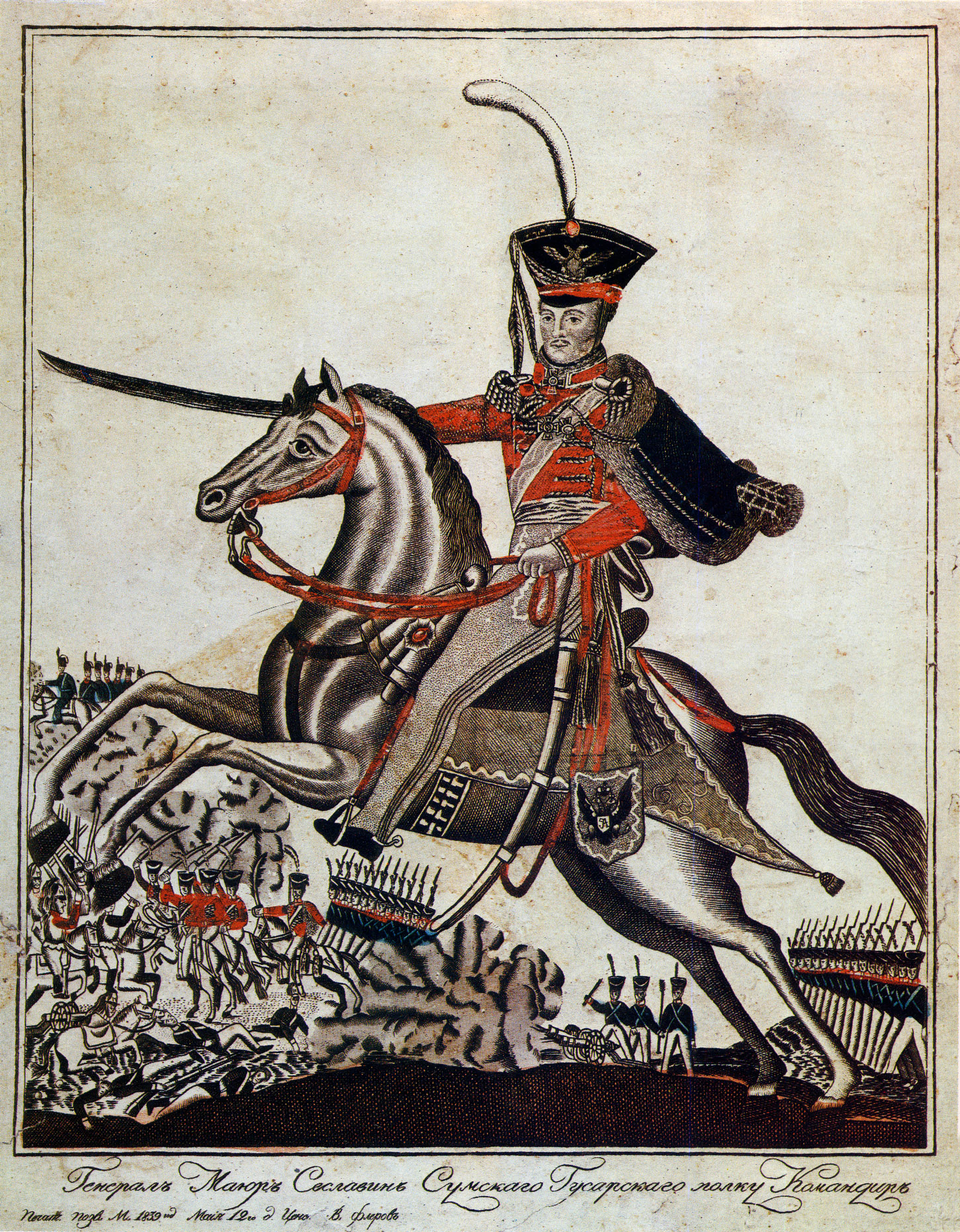

- Орден Святого Георгия 4-й степени (05.11.1812);
- Орден Святого Владимира 4-й степени (1807);
- Орден Святой Анны 1-й степени (1814);
- Орден Святой Анны 2-й степени (1810);
- Алмазные знаки к Ордену Святой Анны 2-й степени (1813);
- Орден Святого Иоанна Иерусалимского 3-й степени (09.09.1800);
- Серебряная медаль «В память Отечественной войны 1812 года»;
- Золотая шпага «За храбрость» (1807);

иностранные
- Орден Красного орла 2-й степени (Пруссия, 1814);
- Военный орден Марии Терезии 3-й степени (Австрия, 1814).

## Память
Памятники А. Н. Сеславину:

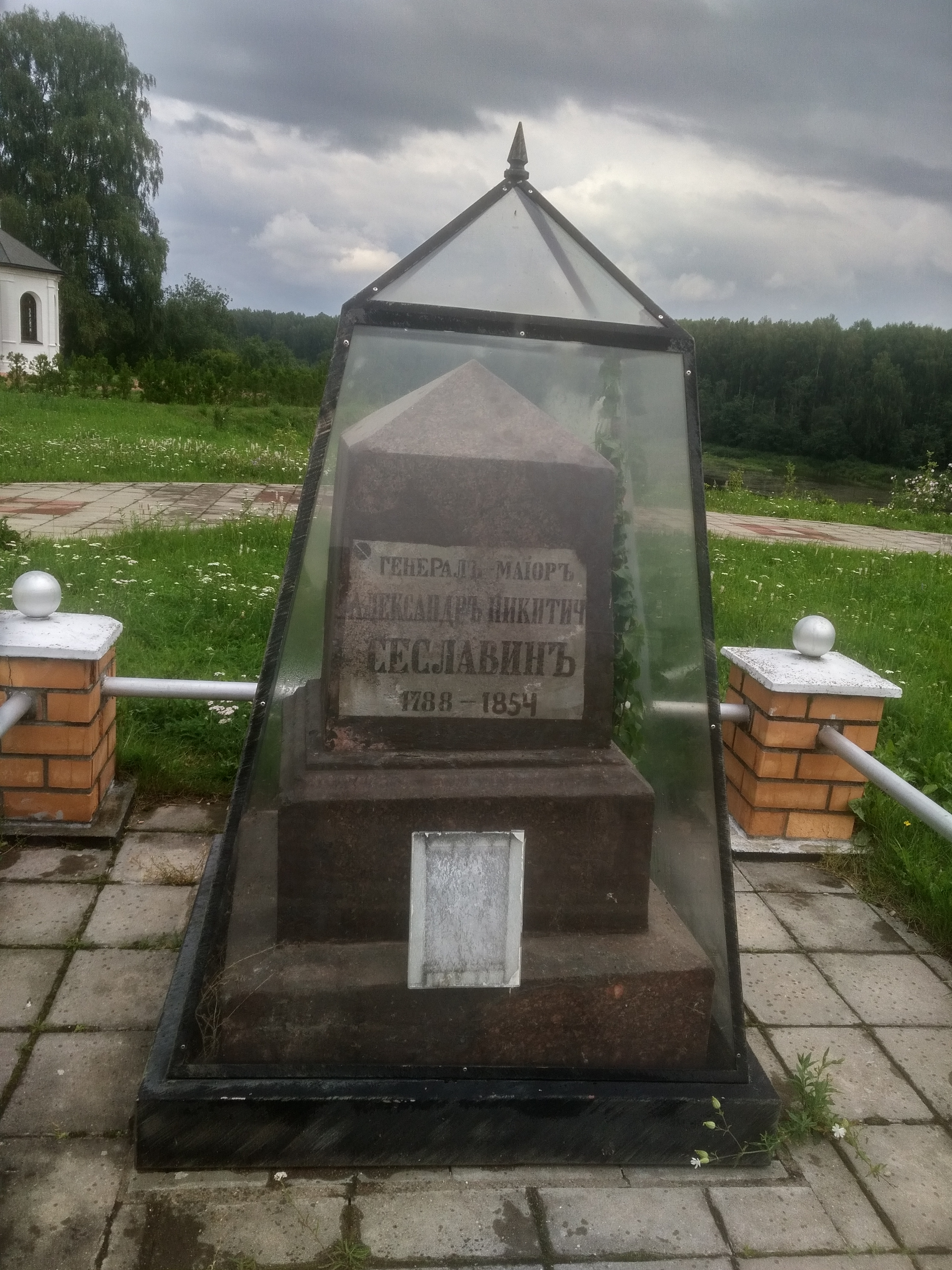
Памятник на захоронении А. Н. Сеславина

Памятник А. Н. Сеславину во Ржеве

Фрагмент барельефа стелы «Ржев — город воинской славы»

- Рядом с деревней Есёмово Ржевского района Тверской области, на бывшем Никольском погосте, на могиле генерала.
- При въезде в деревню Есёмово в 2012 году был установлен памятный знак[5].
- Во Ржеве на Спасской площади (бывш. Коммуны; переименована решением Думы Ржевского муниципального округа 27.07.2023 г. № 144 «О переименовании объектов улично-дорожной сети города Ржева Тверской области») (открыт в сентябре 2012 года в честь 200-летия Бородинской битвы)[6].
- Изображён на одном из барельефов стелы «Ржев — город воинской славы».
- Изображён в числе скульптурной группы памятника героям Отечественной войны 1812 года в Москве у здания музея «Бородинская панорама».
- Символическое дерево Славы[7] на Бородинском бульваре в городе Губкинский ЯНАО.

Его имя высечено:
- у входа в новое здание музея «Бородинская панорама»;
- на стене памяти в храме Христа Спасителя в Москве;
- в Георгиевском зале Кремля в Москве.

Именем генерала названы:
- Сеславинская улица в Москве.

Портрет А. Н. Сеславина работы художника Джорджа Доу выставлен в Военной галерее Зимнего Дворца, Государственный Эрмитаж в Санкт-Петербурге.